# Абдуллах ибн Джахш
Абдуллах ибн Джахш аль-Асади (араб. عبد الله بن جحش‎ 580, Мекка, совр. Саудовская Аравия — 625, совр. Саудовская Аравия) — сподвижник пророка Мухаммада, представитель арабского рода бану Асад ибн Хузайма, конфедерата бану Умайя племени курайш. Его мать, Умайма бинт Абд аль-Мутталиб, была тётей Мухаммада.

## Биография
Его полное имя: ’Абдуллах ибн Джахш ибн Риаб ибн Я’мар ибн Сабра ибн Мурра ибн Асад ибн Хузайма. Рано принял ислам вместе со своими братьями, Убайдуллахом и Абу Ахмадом. Принимал участие в миграции в Абиссинию. Убайдуллах стал христианином и умер там, но Абдуллах вернулся в Мекку и стал самым видным из группы конфедератов, которые все мигрировали в Медину. Его сестра Зейнаб была женой пророка Мухаммада. Его критиковали за убийство курайшитов в Нахле. Сражался в битве при Бадре. Умер в возрасте от 40 до 50 лет в битве при Ухуде.